# Inundatie (1672)
De inundatie van 1672 vond plaats in Zeeuws-Vlaanderen om de Franse troepen tegen te houden.
Deze inundatie trof de polders ten zuiden van Hulst, ten zuiden van Axel, rondom Aardenburg en bezuiden IJzendijke.
De meeste ondergelopen polders werden snel weer bedijkt. 